# Hôtel de ville d'Île-d'Aix
L'hôtel de ville d'Île-d'Aix est située à Île-d'Aix, dans le département français de la Charente-Maritime en région Nouvelle-Aquitaine.

## Historique
L'immeuble, édifiée de 1825 à 1828, est inscrit au titre des monuments historiques par arrêté du 19 mai 1931.